# Goodenia odonnellii
Goodenia odonnellii är en tvåhjärtbladig växtart som beskrevs av Ferdinand von Mueller. Goodenia odonnellii ingår i släktet Goodenia och familjen Goodeniaceae. Utöver nominatformen finns också underarten G. o. paucipilis.